# Môtier
Môtier ist ein Strassen- und Weinbauerndorf am Nordufer des Murtensees im Seebezirk des Kantons Freiburg in der Schweiz.
Môtier liegt im Gebiet der ehemaligen Gemeinde Haut-Vully und ist seit 2016 Teil der Gemeinde Mont-Vully. Die Gemeindeverwaltung von Haut-Vully befand sich in Môtier.

## Geschichte
Die in der zweiten Hälfte des 19. Jahrhunderts entdeckte neolithische Ufersiedlung Haut-Vully-Môtier I gehört zu den 56 Fundstellen der Schweiz, die in der UNESCO-Welterbeliste verzeichnet sind.
Der Ort wurde 1230 als Mostier erstmals erwähnt. Môtier erhielt seinen Namen von der Kirche Saint-Pierre (monasterium), die älter ist als der Ort. Sie wurde auf romanischen Überresten erbaut und zu Beginn des 16. Jahrhunderts erweitert. Der Neubau des Schiffs erfolgte 1824, die Restauration der gesamten Kirche 1944. Die Pfarrei, die 1228 Lugnorre genannt wurde, umfasste die ehemaligen Gemeinden Bas-Vully und Haut-Vully. Mit der Einführung der Reformation ging die Kollatur 1530 an Bern über. 1892 wurde die Kapelle der Evangelischen Freikirche errichtet. Gegen 1700 ist in Môtier eine Schule bezeugt, die 1833 neu gebaut wurde.
Im 17. Jahrhundert gab es zwei Mühlen. Patrizische Winzerhäuser wurden vom 17. bis 19. Jahrhundert errichtet. Mit der ersten Juragewässerkorrektion von 1861 bis 1891 gewann das Dorf kultivierbares Land am See.

## Bevölkerung
| Jahr      | 1558/1559       | 1657      | 1811 | 1860 | 1991 |
| Einwohner | 27 Feuerstätten | 50 Häuser | 369  | 254  | 228  |

## Verkehr
Môtier liegt an der Strasse entlang des nördlichen Ufers des Murtensees von Salavaux nach Sugiez.
Durch eine Buslinie der Freiburgischen Verkehrsbetriebe (TPF), die von Sugiez nach Lugnorre führt, ist das Dorf an das Netz des öffentlichen Verkehrs angebunden. Durch die Schifffahrtsgesellschaft auf dem Neuenburger- und Murtensee (LNM) besitzt Môtier Verbindung mit anderen Seeanstössergemeinden.

## Sehenswürdigkeiten

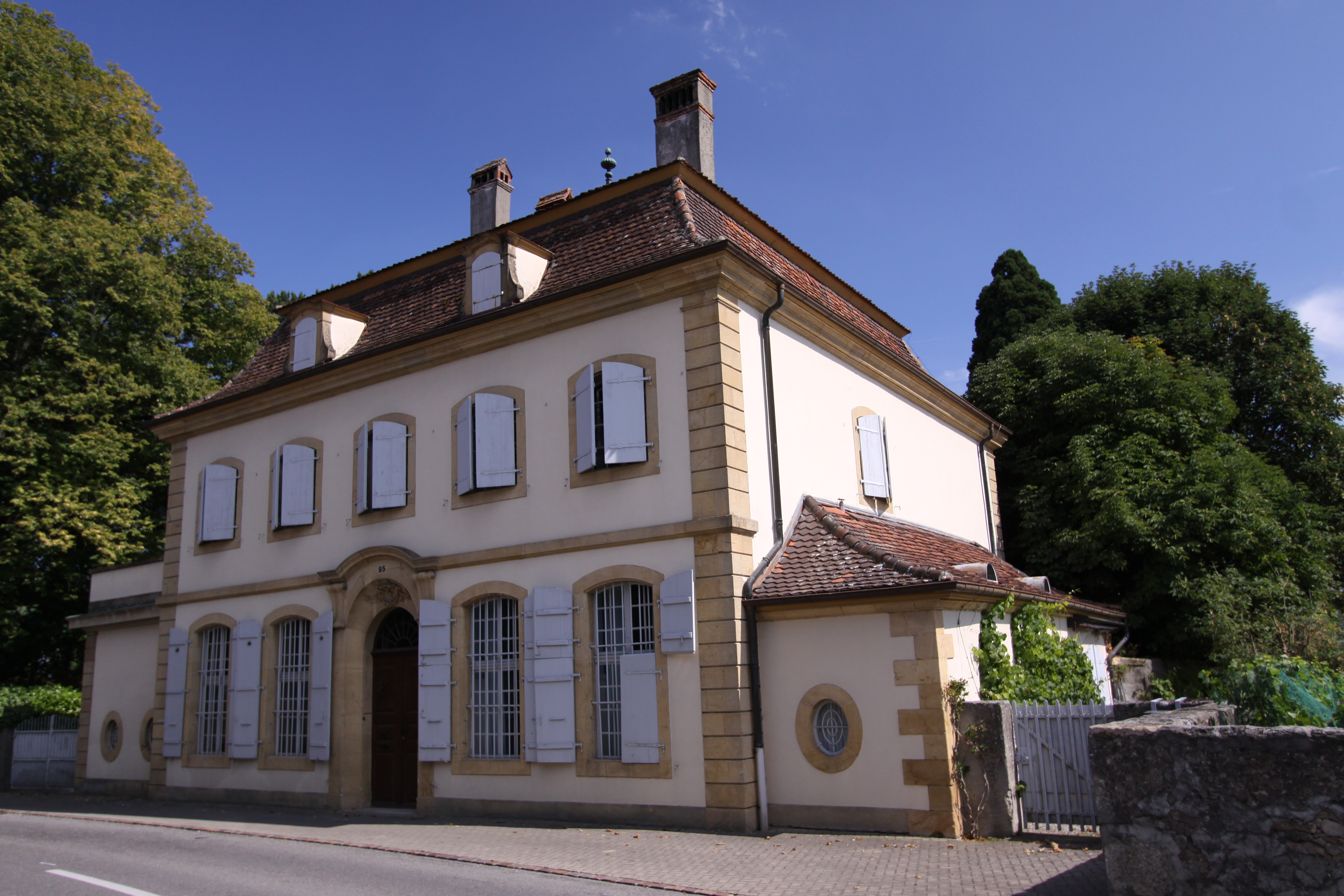
Herrenhaus Gatschet
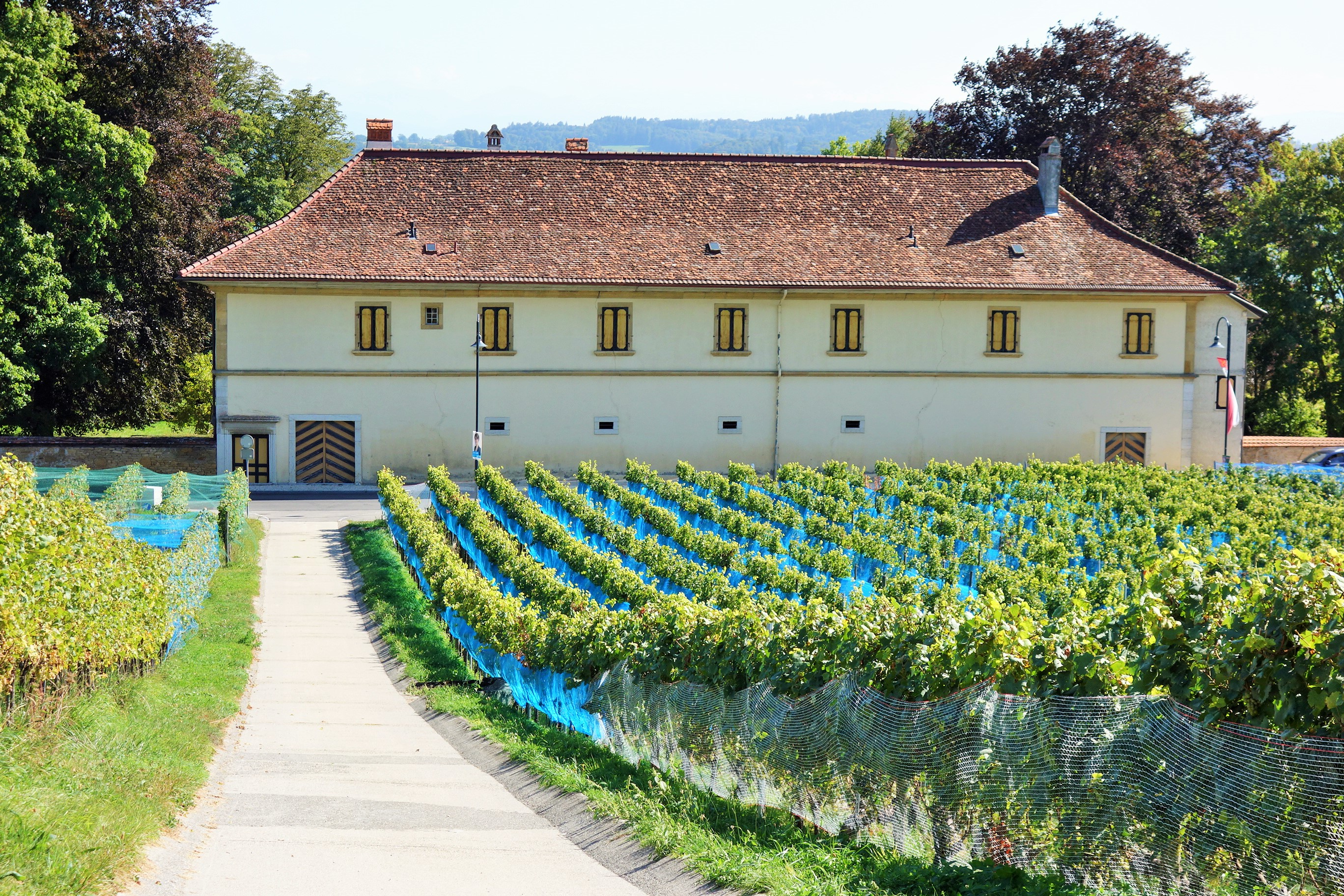
Schloss Hôtel Richard
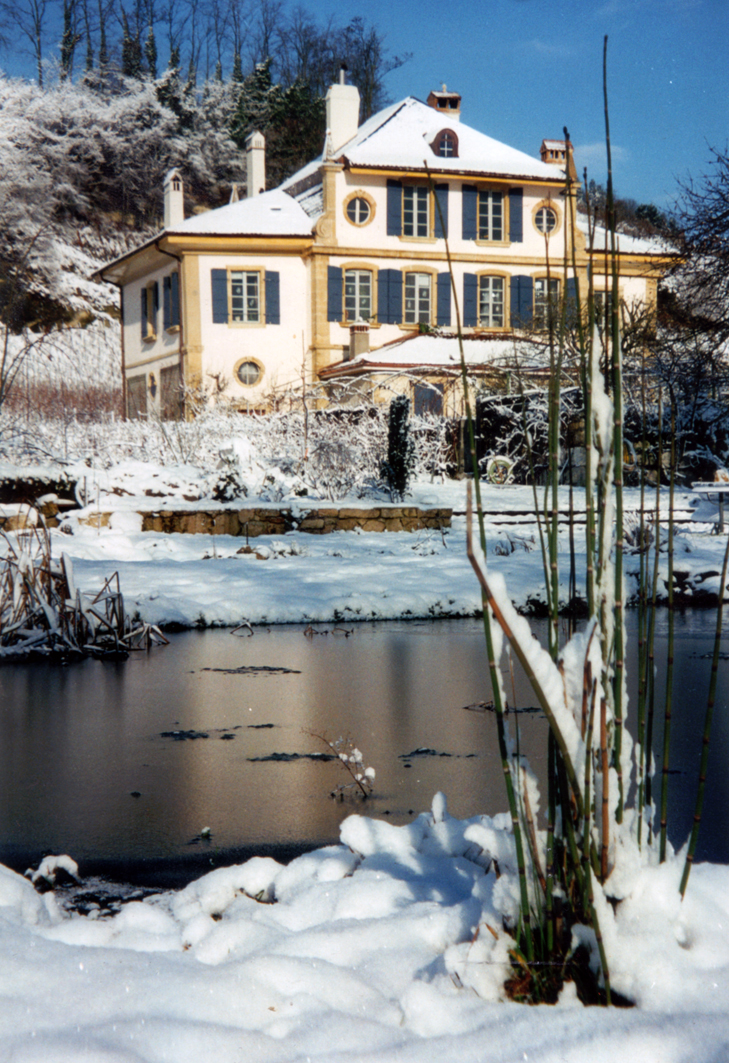
Haus En Chambaz